# Treisbach (Wetschaft)
Der Treisbach, im Oberlauf Engelbach, ist ein 17,2 km langer, rechter Nebenfluss der Wetschaft im südöstlichen Rothaargebirge und dessen Abdachung im Landkreis Marburg-Biedenkopf, Mittelhessen. Rein hydrologisch gesehen ist er sogar der Hauptfluss des Systems der Wetschaft.

## Verlauf
Die Quelle des Engelbachs findet sich am Südhang der 674 m hohen Sackpfeife, deren Umgebung am Südostrand des Rothaargebirges einen eigenen, gleichnamigen Naturraum bildet.
Der Engelbach fließt in südöstliche Richtungen ab und kreuzt nach nur zwei Kilometern die B 253. Ab dieser Kreuzung folgt ihm die Landesstraße 3091 in die Sackpfeifen-Vorhöhen über die Biedenkopfer Ortsteile Dexbach und Engelbach.
An der Gemarkungsgrenze zu Wetter tritt er in die Wetschaft-Senke ein und teilt ab dem Ortsteil Treisbach dessen Namen. Beim Ortsteil Oberndorf erfährt der Flusslauf eine deutliche Wendung in Richtung (Ost-)Nordosten, was dem in die Wetschaft-Senke hereinragenden Wollenberg geschuldet ist, dessen Fuß nördlich umkurvt wird.
In Amönau fließt dem Treisbach in der Asphe von links sein mit Abstand längster und wasserreichster Nebenfluss zu. Zwei Kilometer ostnordöstlich mündet der Fluss schließlich im Norden Wetters in die Wetschaft.

## Hauptfluss
Zwar ist der Treisbach beim Zusammenfluss mit der Wetschaft etwas kürzer (17,2 km gegenüber ca. 20 km) und verfügt über ein etwas geringeres Einzugsgebiet (68,2 vs. 87,4 km²), jedoch ist sein Abfluss mit 810 l/s höher als der der Wetschaft (666 l/s). Daher kann die Mündung als ein gleichberechtigter Zusammenfluss der beiden Hauptarme angesehen werden, deren Einzugsgebiete sich auch naturräumlich deutlich unterscheiden; die Wetschaft entwässert primär den zum Westhessischen Bergland zu rechnenden Burgwald, der Treisbach die dem Süderbergland zugerechneten Sackpfeifen-Vorhöhen.

## Natur und Umwelt
Im Treisbach kommen Bachneunauge und Groppe vor.